# Arne Oldberg
Arne Oldberg (* 12. Juli 1874 in Youngstown/Ohio; † 17. Februar 1962 in Evanston/Illinois) war ein US-amerikanischer Komponist.

## Leben
Oldberg hatte zunächst Klavierunterricht bei seinem Vater, dem aus Schweden stammenden Hobbymusiker und Pharmazeuten Oscar Oldberg. Bis 1892 studierte er an der Gottschalk Lyric School in Chicago, danach ab 1895 bei Theodor Leschetizky in Wien und ab 1898 bei Joseph Rheinberger in München. Er leitete von 1899 bis zu seiner Emeritierung 1941 die Klavierklasse der Northwestern University in Evanston. In den 1930er Jahren war er Gastprofessor für Komposition an der University of California at Los Angeles. Außerdem unterrichtete er am Mount St. Mary's College in Los Angeles.
Er komponierte fünf Sinfonien, mehrere Klavierkonzerte, kammermusikalische Werke und Klavierstücke. Bereits 1908 wurde ein Werk von ihm durch das Chicago Symphony Orchestra uraufgeführt. 1915 wurde er in die American Academy of Arts and Letters gewählt. 1931 gewann er einen ersten Preis bei einem Musikwettbewerb in der Hollywood Bowl.

## Werke
- Preludium et toccata, 1896
- Fantasia fugata, 1896
- Petite gavotte, 1896
- Erinnerung, 1896
- A summer night: seven tone poems for the pianoforte, 1896
- Song without words, 1896
- Suite characteristique für Klavier, 1896
- The garden mole, o. D.
- Tema con variazione (Ms.)
- Trois Morceaux, 1902
- La coquette, 1902
- Symphonic concerto in G minor, for piano and orchestra, 1907
- Paolo e Francesca: dramatic overture for orchestra, 1916
- Theme and variations, 1907
- A legend für Klavier, 1907
- Three miniatures für Klavier, 1907–08
- Quintet in C# minor für Klavier, zwei Violinen, Viola und Cello, 1908
- Sonata in B flat minor für Klavier, 1910
- Improvisation, 1913
- Sonata für Cello oder Viola, o. D.
- Sonata für Violine und Klavier, o. D.
- Ballade für Orchester, o. D.